# Don't Look Back (The Starlings)
Don't Look Back is het debuutalbum van het Belgische muziekduo The Starlings. Het album verscheen op 17 juli 2020 en kreeg in de zomer van 2020 een gouden plaat. Het album bevat o.a. de singles uit Liefde voor muziek zoals For You en Little Submarine, maar ook eerder verschenen nummers Mine en On My Way. Op februari 2020 stellen ze het album voor in de Lotto Arena. 

## Tracklist
| Nr. | Titel                 | Schrijver(s)                                                  | Producent(en)  | Duur |
| --- | --------------------- | ------------------------------------------------------------- | -------------- | ---- |
| 1.  | "Little Submarine"    | Miguel Wiels, Peter Gilis, Alain Vande Putte                  | Jeroen Swinnen | 3:21 |
| 2.  | "Mine"                | Tom Dice, Kato Callebaut                                      | Tom Lodewyckx  | 3:32 |
| 3.  | "Over"                | Peter Vanlaet, Patrick Tibell, Johnny Thunqvist               | Jeroen Swinnen | 3:25 |
| 4.  | "Honey"               | Regi Penxten, Jaap Reesema, Lester Williams, Timofey Reznikov | Jeroen Swinnen | 3:16 |
| 5.  | "Who I Become"        | Kato, Tom Dice, Pele Loriano, Tamzene Allison-Power           | Jeroen Swinnen | 4:20 |
| 6.  | "For You"             | Gene Thomas, Wim Claes, Jan De Vuyst                          | Jeroen Swinnen | 3:46 |
| 7.  | "Never Alone"         | Kato , Tom Dice                                               | Tom Lodewyckx  | 3:18 |
| 8.  | "Die Happy"           | Kato, Tom Dice, Jeroen Swinnen, Ashley Hicklin                | Jeroen Swinnen | 2:55 |
| 9.  | "On My Way"           | Kato Callebaut, Tom Eeckhout                                  | Jeroen Swinnen | 3:15 |
| 10. | "Live My Life"        | Mogol, Riccardo Cocciante, André Hazes                        | Jeroen Swinnen | 3:59 |
| 11. | "My Town"             | Kato, Tom Dice                                                | Jeroen Swinnen | 2:54 |
| 12. | "And We Keep Waiting" | Sean Dhondt, Manoeuvres                                       | Jeroen Swinnen | 3:29 |
| 13. | "Dancing in the Dark" | Bruce Springsteen                                             | Jeroen Swinnen | 3:25 |
| 14. | "Don't Look Back"     | Kato, Tom Dice                                                | Jeroen Swinnen | 4:32 |